# Klein mestplooirokje
Het  klein mestplooirokje (Parasola misera) is een schimmel uit de familie Psathyrellaceae. Het groeit op mest van herbivoren, zoals geiten en mogelijk ook schapen. Het heeft geen velum of haren.

## Kenmerken
Hoed
De hoed is radiair gegroefd en grijzig.
Lamellen
De lamellen staan wijd uiteen en net aan vrij. Ze zijn eerst wit en worden later vlekkerig zwart van de sporen.
Steel
De kale witte steel is langer dan de diameter van de hoed en heeft geen velum.
Sporen
De ascosporen zijn hartvormig in vooraanzicht, ellipsvormig in zijaanzicht, met excentrische kiempore en hebben een grootte van 7-10,5 × 6,5-10 × 5-6. Pileocystidia zijn afwezig. 

## Verspreiding
Het is bekend dat Parasola auricoma in veel Europese landen voorkomt. Het wordt over het hoofd gezien vanwege zijn kleine afmetingen. Het komt in Nederland vrij algemeen voor. Het is niet bedreigd en staat niet op de rode lijst.

## Naamgeving
Het werd voor het eerst beschreven door Petter Karsten in 1883, waarbij het de naam Coprinus miser kreeg. Als resultaat van fylogenetische studies uitgevoerd aan het begin van de 20e en 21e eeuw, stelden mycologen vast dat het geslacht Coprinus polyfyletisch is en verdeelden ze het in verschillende geslachten. De huidige naam, erkend door Index Fungorum, werd in 2001 aan deze soort gegeven door Redhead, Vilgalys en Hopple.